# موزه تپه‌سردار
موزه تپه سردار نام موزه‌ای است در کشور افغانستان. این موزه تقریباً در جنوب شرقی شهر غزنی قرار دارد و از ساختمانهای دوره کوشانی است. در آن آثار زیادی وجود داشته همچون مجسمه بزرگ خوابیده تاکه‌دورگه، یازده استوپای بزرگ مرکزی و چند استوپای دیگر. امروزه بیش از ۷۰٪ این موزه ویران شده است.